# Antialcidas hyaloptera
Antialcidas hyaloptera är en insektsart som beskrevs av Chou och Yuan. Antialcidas hyaloptera ingår i släktet Antialcidas och familjen hornstritar. Inga underarter finns listade i Catalogue of Life.